# Primer mandato de George W. Bush como Presidente de los Estados Unidos

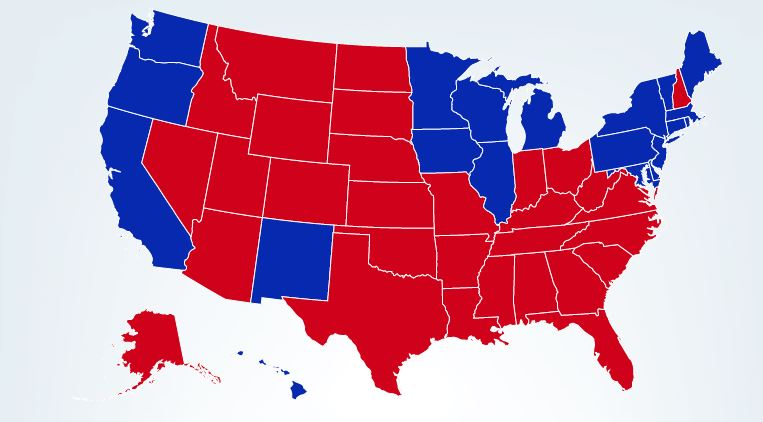
Resultados de las elecciones presidenciales del año 2000. Resultados por estado. En rojo el Partido Republicano y en azul el Partido Demócrata

El Primer mandato de George Walker Bush como Presidente de los Estados Unidos comenzó el 20 de enero de 2001, cuando tras vencer a Al Gore, tomó posesión como el 43.er presidente de los Estados Unidos. Este primer mandato finalizó el 20 de enero de 2005, cuando fue reelegido para un segundo mandato derrotando a John Kerry. Este primer mandato estuvo marcado por el atentado del 11 de septiembre a las Torres Gemelas en 2001 y por el inicio de la guerra en Irak en 2003. Sin embargo, el primer hecho que marcó este mandato ocurrió durante las elecciones presidenciales, donde el Tribunal Supremo de Estados Unidos decretó que no había lugar a un nuevo recuento de votos en el estado de Florida, dando la victoria al Partido Republicano con un resultado ajustado. Este acontecimiento provocó el fin del recuento manual, para ser sustituido por el recuento electrónico. En su primer discurso como Presidente de los Estados Unidos, George W. Bush marcó los objetivos principales de su mandato: la reducción de los impuestos y una mayor defensa. Estos objetivos luego se tradujeron en la política denominada Bush Tax Cuts  y la estrategia de seguridad nacional de los Estados Unidos de América, que se firmó tras el 11S. Del mismo modo, en sus primeros días aplazó las iniciativas del anterior presidente respecto a la asistencia sanitaria a los jubilados estadounidenses.

## Economía
El primer año del primer mandato de Bush estuvo marcado por la recesión económica de 2001. Esta recesión que comenzó cuando Bill Clinton aun era presidente de Estados Unidos, no comenzó a ser objeto de debate hasta que sucedió el atentado del 11 de septiembre, pues se esperaba poder alcanzar un "aterrizaje suave" en el aspecto económico. Con esta recesión, el objetivo principal de la política económica de Bush fue la reducción de los impuestos, lo que se denominó Bush Tax cuts.
El déficit público también marcó el primer mandato de George W. Bush como presidente de los Estados Unidos. En el comienzo de su legislatura, el presupuesto estadounidense presentaba un superávit de 236.400 millones de dólares. Sin embargo, durante su primer mandato se alcanzó el déficit presupuestario más alto de la historia de Estados Unidos, llegando en 2003 a ser de 450.000 millones de dólares. Este hecho se debió, según comunicó el Secretario del Tesoro John W. Snow, al aumento del gasto militar, a la recesión económica que atravesaba el país en aquellos años y a la quiebra y escándalos de grandes corporaciones empresariales.

### Bush Tax cuts
Uno de los objetivos de Bush durante su primer mandato como Presidente de los Estados Unidos fue la reducción de los impuestos. Esto se tradujo en dos leyes promulgadas en 2001 y 2003 que modificaban y reformaban la política fiscal estadounidense. Estas reformas fueron popularmente conocidas como Bush tax cuts y redujeron principalmente los impuestos sobre la renta, los impuestos sobre los dividendos y el impuesto sobre el patrimonio. La primera fue la Ley de reconciliación de alivio fiscal y crecimiento económico (EGTRRA) de 2001 y la Ley de reconciliación de alivio fiscal sobre crecimiento y trabajo (JGTRRA) de 2003. La reforma de 2001 tenía como objetivo aliviar la presión fiscal sobre las familias y paliar la recesión económica que atravesaba Estados Unidos. Respecto a la ley de 2003 el énfasis se puso en el crecimiento de las empresas, la creación de dos millones de puestos de trabajo y favorecer la confianza de los inversores en los mercados. George W. Bush defendió así su rebaja de impuestos:
"Para estimular la economía, el Congreso no necesita gastar más dinero. Lo que debe hacer es recortar los impuestos"

| Renta                                          | Gravamen anterior a las reformas | Gravamen tras las reformas de 2001 y 2003 |
| ---------------------------------------------- | -------------------------------- | ----------------------------------------- |
| Menos de 17.000$                               | 15%                              | 10%                                       |
| 17.001$ - 68.000$                              | 15%                              | 15%                                       |
| 68.001$ - 137.000$                             | 28%                              | 25%                                       |
| 137.001$ - 209.000$                            | 31%                              | 28%                                       |
| 209.001$ - 374.000$                            | 36%                              | 33%                                       |
| Más de 374.000$                                | 39,6%                            | 35%                                       |
| Fuente: Center on Budget and Policy Priorities |                                  |                                           |

### Quiebra de Eron
La quiebra de la multinacional energética Eron fue el primer escándalo que salpicó a George W. Bush en su primer mandato como presidente. La empresa energética quebró de manera inesperada en noviembre de 2001 causando que los 20 000 empleados de la empresa perdieran su trabajo y 4500 jubilados perdieran sus ahorros, pues estaban depositados en acciones de Eron cuyo valor cayó de 85 dólares a menos de 1 dólar de manera inesperada.Esta quiebra propició una investigación donde se descubrió que el presidente ejecutivo junto con la empresa auditora Arthur Andersen habían ocultado, falsificado y eliminado documentos que reflejaban la situación de bancarrota que atravesaba la multinacional. Esto permitió que los ejecutivos de la empresa vendieran sus acciones y obtuviesen beneficios millonarios antes de que se produjese la quiebra de la multinacional energética .
Esta empresa se encontraba estrechamente ligada a la Casa Blanca, pues el presidente de Eron Kenneth Lay era íntimo amigo de George W. Bush. Además, la multinacional había donado más de medio millón de dólares a las campañas políticas de Bush y 100.000 dólares más cuando esté llegó a la Casa Blanca, siendo el mayor contribuyente de la carrera política de Bush. Estos hechos propiciaron que Bush y su gabinete se viesen envueltos en la quiebra de Eron. También influyeron en el escándalo de Eron las confesiones por parte de la Casa Blanca de que los ejecutivos de Eron les habían informado de la situación financiera de la empresa.No obstante, los miembros del gabinete afectados explicaron que no se había informado al Presidente de esta situación.

Tras este escándalo, George W. Bush expresó su apoyo a la investigación que desde el Departamento de Justicia se llevó a cabo para esclarecer el escándalo de la quiebra repentina de la séptima empresa de Estados Unidos en negocios anuales. 
"El presidente piensa que es vital para el Departamento de Justicia continuar la investigación a dondequiera que se dirija, a quien sea que lleve por delante y hacer lo que sea para investigar cualquier mala actuación".

## Relaciones Internacionales
Las relaciones internacionales durante el primer mandato de George W. Bush versaron sobre sus relaciones con distintas organizaciones supranacionales, pues su Administración tenía como objetivo fijar a Estados Unidos como la Superpotencia mundial. En este sentido, en el año 2002, Estados Unidos dejó de colaborar con la Corte Penal Internacional al no firmar su ratificación. Del mismo modo, también estableció como condición obligatoria la no colaboración con este tribunal para aquellos países que se beneficiasen de los programas estadounidenses de ayudas. Sin embargo, el hito que marcó las relaciones internacionales de este periodo de tiempo fue el inicio de la guerra de Irak, que constituía una de las prioridades de Bush y del Partido Republicano.

### Atentados del 11S e invasión a Afganistán

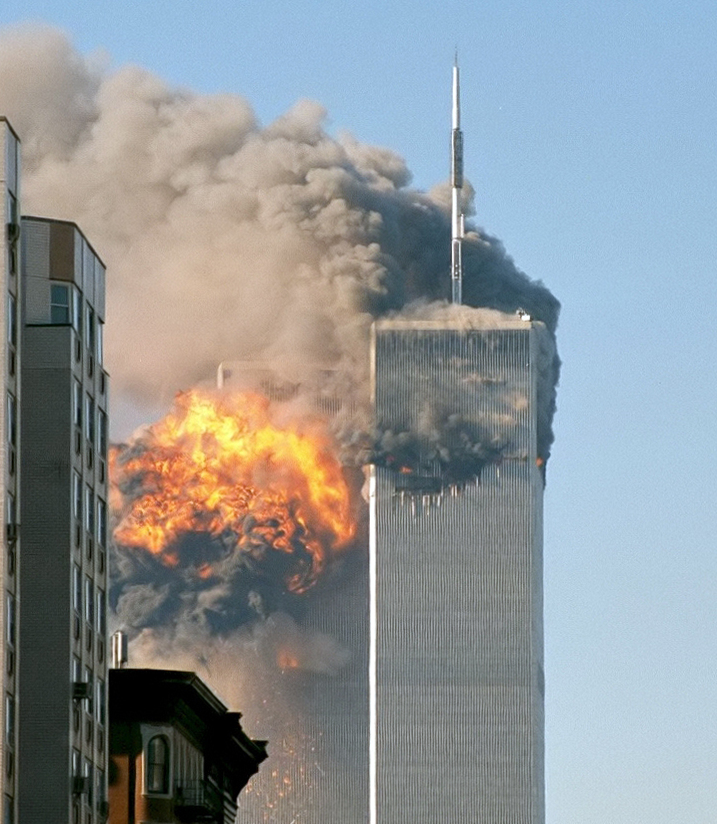
Segundo impacto contra la Torre Sur de las Torres Gemelas en el atentado del 11 de septiembre de 20001

Tras los atentados del 11 de septiembre de 2001, conocidos como 11S o 9/11, George W. Bush emitió una serie de discursos para reconfortar al pueblo estadounidense y anunciar una guerra contra el terrorismo. El 21 de septiembre de 2001, 10 días después del atentado, Bush pronunció un discurso ante las dos cámaras legislativas donde anunció que la guerra contra el terrorismo no acabaría hasta que el último grupo terrorista no existiese, disponiendo para ello de todos los instrumentos diplomáticos e internacionales para acabar con el "terrorismo de alcance mundial." Y exigió la entrega inmediata de Osama bin Laden.
"Y perseguiremos a las naciones que proporcionan ayuda o asilo al terrorismo. Todas las naciones de todas las regiones tienen que tomar ahora una decisión: o están con nosotros o están con el terrorismo [...] Desde hoy en adelante, cualquier nación que siga acogiendo o apoyando el terrorismo será considerada por Estados Unidos como un régimen hostil [...] Nuestra nación ha sido avisada, no somos inmunes a los ataques. Tomaremos medidas defensivas contra el terrorismo para proteger a los estadounidenses [...] Mientras Estados Unidos siga siendo fuerte y decidido, esta no será una era del terror. Será una era de libertad aquí y en todo el mundo".
La guerra contra el terrorismo anunciada por Bush comenzó con la invasión de Afganistán en octubre de 2001. El 7 de octubre de 2001, Bush dio un ultimátum a Afganistán pidiendo que entregasen inmediatamente a Osama bin Laden, amenazando al régimen talibán, quien gobernaba el país asiático en aquella época, de emprender acciones militares. Ante la negativa del gobierno talibán, Bush ordenó la invasión de Afganistán que dio comienzo a la guerra. Del mismo modo, Bush aprobó el envío de ayuda humanitaria al país asiático. En septiembre de 2002, ya comenzada la guerra en Afganistán, George W. Bush aprobó la estrategia de seguridad nacional de los Estados Unidos de América donde se especificaba que Estados Unidos actuaría solo en derecho de su propia defensa y sus propios intereses, sin perjuicio de la posición al respecto de las organizaciones internacionales. También se incluía el derecho a emprender acciones preventivas contra los grupos terroristas. En el documento estratégico firmado por Bush se explicaba que Estados Unidos permanecería al lado de los países débiles que luchasen por su libertad. 
"Estados Unidos permanecerá junto a cualquier nación que esté determinada a construir un futuro mejor al tiempo que busca las recompensas de la libertad para su pueblo.[...] Mientras Estados Unidos de manera constante se esfuerza por conseguir el apoyo de la comunidad internacional, no dudaremos en actuar solos, si fuera necesario, ejerciendo nuestro derecho a la propia defensa y recurriendo a la acción preventiva contra los terroristas, impidiendo que hagan daño a nuestro pueblo y a nuestro país." 

### Invasión y guerra de Irak
Durante el año 2003, el presidente George W. Bush afirmó que el gobierno de Saddam Hussein poseía armas de destrucción masiva y que suponía una amenaza grave para el pueblo estadounidense. Bush aseguró en marzo de ese mismo año que estaban preparados, junto con sus aliados, para acabar con el padecimiento del pueblo iraquí y destruir las armas químicas y biológicas de Irak. Las armas de destrucción masiva fueron el desencadenante y justificación por parte del Presidente de los Estados Unidos de la invasión del país asiático y la consiguiente guerra. Del mismo modo, Bush también justificó el ataque preventivo a Irak por las sospechas de lazos entre Al Qaeda y el gobierno de Irak en el aquel momento.

El 16 de marzo de 2003 en la cumbre de las Azores, George W. Bush junto con sus aliados Tony Blair y José María Aznar dieron un ultimátum al régimen de Saddam Hussein exigiéndole que se desarmase o abandonase el país asiático o por el contrario, el país sería intervenido militarmente para derrocar el gobierno de Saddam Hussein. Al día siguiente, George W. Bush dio un discurso donde le daba 48 horas al líder del régimen para cumplir el últimátum. 
"Todas las décadas de engaños y crueldades han llegado a su fin. Saddam Hussein y sus hijos deben abandonar Irak dentro de 48 horas. Su negativa a hacerlo tendrá como resultado un conflicto militar que comenzará cuando nosotros lo decidamos. [...] Es demasiado tarde para que Saddam Hussein permanezca en el poder. No es demasiado tarde para que los militares iraquíes actúen con honor y protejan a su país, permitiendo el ingreso en paz de las fuerzas de la coalición con el fin de eliminar las armas de destrucción masiva.[...] La amenaza terrorista a América y al mundo disminuirá en el momento en el que Saddam Hussein sea desarmado."
Finalmente el 20 de marzo de 2003 tuvo lugar la invasión de Irak y la posterior guerra por parte del gobierno de los Estados Unidos bajo el amparo de la resolución 1441 de la ONU del año 2002 que establecía un vacío sobre si el uso de la fuerza militar estaba amparado o no.

## Inmigración
Durante su primer mandato, George W. Bush inició una propuesta de modificación de la Ley migratoria de Estados Unidos. Con ella esperaba regularizar la situación de los inmigrantes irregulares que habitan en Estados Unidos. Se calcula que en este periodo eran entre 8 y 12 millones de inmigrantes, gran parte procedentes de México. La reforma propuesta por el presidente en el año 2004 tenía como objetivo regularizar la situación de los inmigrantes indocumentados de manera temporal ejerciendo trabajos en los cuales no hubiese nacionales disponibles. De esta manera, se regularizaría su situación de manera temporal y se les permitiría estar junto a su cónyuge e hijos, si los tuvieran. Del mismo modo, también se proponían requisitos a estos trabajadores temporales como el abono de una cuota de inscripción y la obligación de que el empleador fuese responsable de ellos. 
"Como nación que valora a los inmigrantes y depende de ellos, debemos tener unas leyes de inmigración que funcionen y que nos hagan sentir orgullosos". 
Esta propuesta obtuvo respuesta por parte del entonces Presidente de México Vicente Fox que aseguró que la iniciativa no cumplía los estándares y expectativas de su nación, aunque la consideraba un buen comienzo.
Durante el segundo mandato de George W. Bush, esta propuesta fue declinada por el Senado de los Estados Unidos lo que produjo que se retrasase su discusión hasta después del 2008, año en el que se celebraron las elecciones presidenciales y terminó la presidencia de George W. Bush.

## Políticas sociales

### Educación

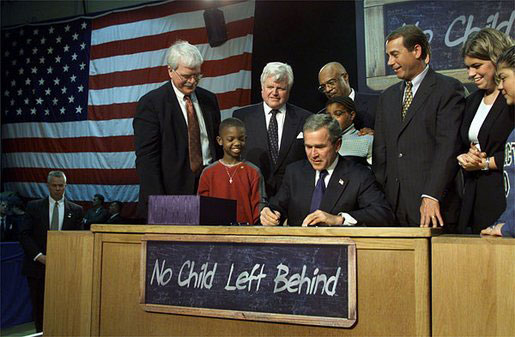
George W. Bush firmando la Ley "No Child Left Behind" en la escuela de secundaria Hamilton en Hamilton, Ohio

Respecto a educación, la gran reforma llevada a cabo durante el primer mandato de George W. Bush fue la política No Child Left Behind (LCLB).  Sin embargo, también llevó a cabo otra serie de iniciativas educativas como el impulso a la segregación entre sexos en las escuelas públicas, destinando para ello una parte de las partidas presupuestarias y otorgando ayudas a las escuelas que aplicasen esa iniciativa

#### No child left behind
Esta constituye la segunda gran política llevada a cabo en el primer mandato de George W. Bush. "Que ningún niño se quede atrás", en español fue una política educativa que se firmó el 8 de enero de 2002. Esta política reformó la Ley de Educación de Primaria y Secundaria (ESEA) y es la legislación que rige las directrices desde preescolar hasta la secundaria. El propio George W. Bush explicó que "se están quedando atrás demasiados de nuestros niños y jóvenes más necesitados". Con esta reforma comenzaron a exigirse exámenes anuales para medir los resultados de las escuelas de los 50 estados del país, sin embargo, esta reforma no constituía un cambio estructural ni una variación de las asignaturas o del plan de estudios, sino que supuso la fijación de un baremo de resultados para las escuelas. Los colegios que no alcanzasen ese mínimo de resultados en dos años recibirían una amonestación y sus alumnos tendrían la posibilidad de cambiarse de centro escolar. Si esta situación no cambiase en un periodo de 4 años se procedería al cierre de la escuela o a la renovación del profesorado. Esta reforma de la ESEA también introdujo la iniciativa Early Reading First para desarrollar la capacidad lectora de los estudiantes de preescolar estadounidenses, ampliando los recursos federales  destinados a esta causa en un total de 300 millones de dólares por año fiscal. Con estas iniciativas aprobadas durante este primer mandato, el presidente George W. Bush pretendía mejorar el rendimiento de las escuelas públicas en 12 años y mejorar la calidad del profesorado mediante una designación de 2.8 millones de dólares.

### Sanidad

#### Medicare

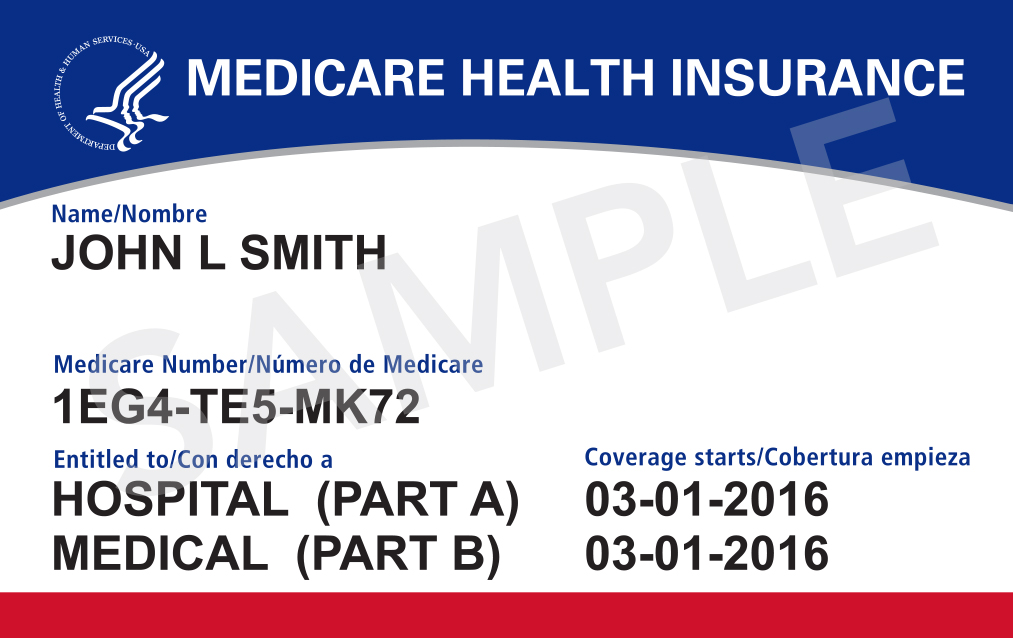
Nueva tarjeta del programa federal sanitario Medicare

El programa federal Medicare fue objeto de reformas del primer mandato del 43.er Presidente de los Estados Unidos. Aprobado en 1965, constituye el seguro de asistencia médica para aquellos estadounidenses que tienen 65 años o más. La reforma entró en vigor en el año 2006, pero fue aprobada durante el primer mandato del presidente George W. Bush, concretamente el 8 de diciembre de 2003, mediante la Ley de Prescripción, Mejoramiento y Modernización de medicamentos. Esta reforma permitió la inclusión y la rivalidad de aseguradoras privadas con el programa de asistencia a jubilados. Esta reforma fue objeto de numerosas críticas por parte del Partido Demócrata, quien afirmó que se trataba de "un proyecto derechista para privatizar el Medicare". Estas críticas fueron contestadas por el Partido Republicano quienes explicaron que la reforma "es el paso más grande para hacer del Medicare un sistema moderno". Esta reforma provocó que muchas empresas estadounidenses recortaran o suprimieran la asistencia sanitaria de los jubilados de su cobertura antes de la entrada en vigor de la reforma. En el año 2003, aproximadamente un tercio de las empresas que contaban con más de 500 empleados ofertaban el plan de asistencia médica para los jubilados que no gozaban del Medicare, en contraposición al año 1993 donde el porcentaje de empresas se encontraba en el 50.
Del mismo modo, mediante esta reforma también se introdujeron ayudas para sufragar el coste de los medicamentos recetados, en concreto, durante 2004, el gobierno puso en marcha ayudas anuales de 600 dólares por personas a aquellos beneficiarios con menos ingresos.

#### Aborto

Bush firmando la ley contra la práctica de aborto de nacimiento parcial en 2003

El 5 de noviembre de 2003, el presidente George W. Bush firmó una ley que castigaba y prohibía el aborto pasados los tres primeros meses de gestación. Esta práctica, denominada "de nacimiento parcial" (PBA) comenzó a estar penada con hasta dos años y medio de cárcel a los médicos que la practicasen. Con esta ley se limitaba la interrupción del embarazo en cualquier circunstancia, pues no se contemplaba la interrupción por peligro de la vida de la madre. El presidente de los Estados Unidos expresó en un discurso anterior que "combatiremos a cualquiera que trate de prohibirla [la ley] mediante los tribunales".
En respuesta a la legislación firmada por el presidente, el 25 de abril de 2004 cientos de miles de personas se manifestaron en las calles de Washington para defender el derecho al aborto. Esta manifestación estuvo encabezada por la entonces senadora demócrata Hillary Clinton, quien durante la marcha pidió el voto para el candidato demócrata a la presidencia de Estados Unidos John Kerry y apuntó durante su discurso que: "Este Gobierno está lleno de gente que menosprecia las leyes de acoso sexual, que cree que la diferencia de salario entre hombres y mujeres no existe y que cree que la legalización del aborto es la peor abominación de nuestra historia constitucional".
Finalmente, esta legislación que prohibía el método "de nacimiento parcial" fue declarada inconstitucional por un tribunal federal de los Estados Unidos. La jueza federal Phyllis J. Hamilton dictó en su fallo que esta ley no podría ser aplicada a la Federación de Paternidad Planeada, una organización no gubernamental que dirige las clínicas en las que se practican gran parte de los abortos en Estados Unidos.